# Gran Premio degli Stati Uniti d'America 1991
Il Gran Premio degli Stati Uniti 1991 è stato un Gran Premio di Formula 1 disputato il 10 marzo 1991 al circuito cittadino di Phoenix (per l'ultima volta in F1). La gara è stata vinta da Ayrton Senna su McLaren.

## Qualifiche
Prima di arrivare negli Stati Uniti la nuova McLaren di Ayrton Senna non completa neppure un giro, tanto che le due vetture da gara vengono completate addirittura alle quattro del mattino del venerdì nei garage della scuderia. Non molti pensano che la vettura sia pronta per vincere, ma il Campione del Mondo in carica sostiene che il nuovo motore V12 della Honda sarà anche meglio del V10 della stagione precedente.
Quando però la McLaren scende in pista, nessuno riesce ad eguagliarne le prestazioni; Senna ottiene la pole position con ben un secondo di vantaggio sull'acerrimo rivale Alain Prost, la cui Ferrari, indicata ad inizio anno come monoposto migliore del lotto, non si adatta al circuito cittadino statunitense.

### Prequalifiche
| Pos                        | No | Driver             | Constructor             | Time     | Gap    |
| -------------------------- | -- | ------------------ | ----------------------- | -------- | ------ |
| 1                          | 21 | Emanuele Pirro     | Scuderia Italia-Judd    | 1:28.288 |        |
| 2                          | 22 | JJ Lehto           | Scuderia Italia-Judd    | 1:28.792 | +0.504 |
| 3                          | 34 | Nicola Larini      | Modena Team-Lamborghini | 1:30.244 | +1.956 |
| 4                          | 32 | Bertrand Gachot    | Jordan-Ford             | 1:30.304 | +2.016 |
| Vetture non prequalificate |    |                    |                         |          |        |
| 5                          | 33 | Andrea De Cesaris  | Jordan-Ford             | 1:30.937 | +2.649 |
| 6                          | 31 | Pedro Chaves       | Coloni-Ford             | 1:31.113 | +2.825 |
| 7                          | 14 | Olivier Grouillard | Fondmetal-Ford          | 1:32.126 | +3.838 |
| 8                          | 35 | Eric van de Poele  | Modena Team-Lamborghini | 1:37.046 | +8.758 |

### Classifica

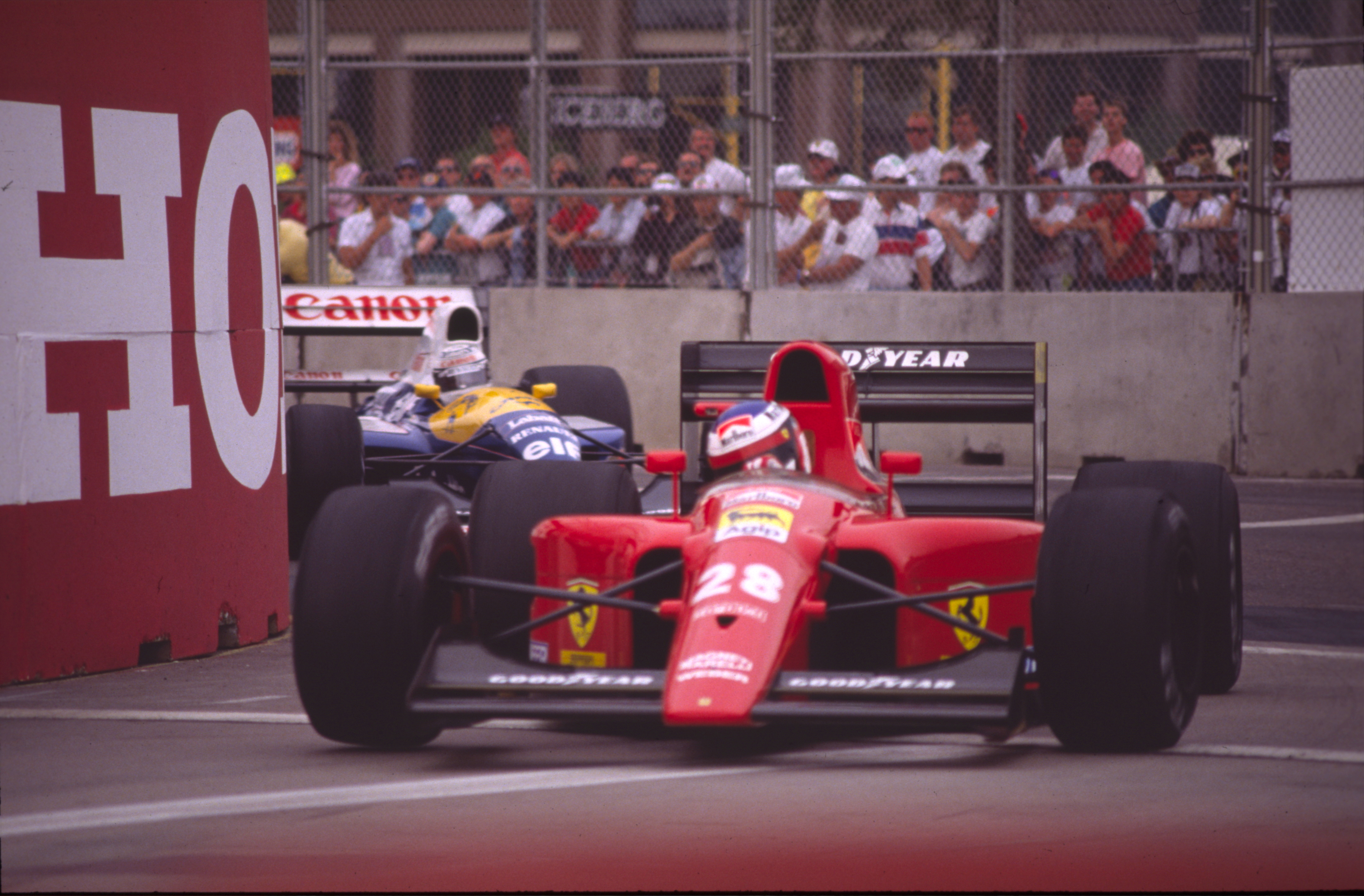
Jean Alesi seguito da Riccardo Patrese.

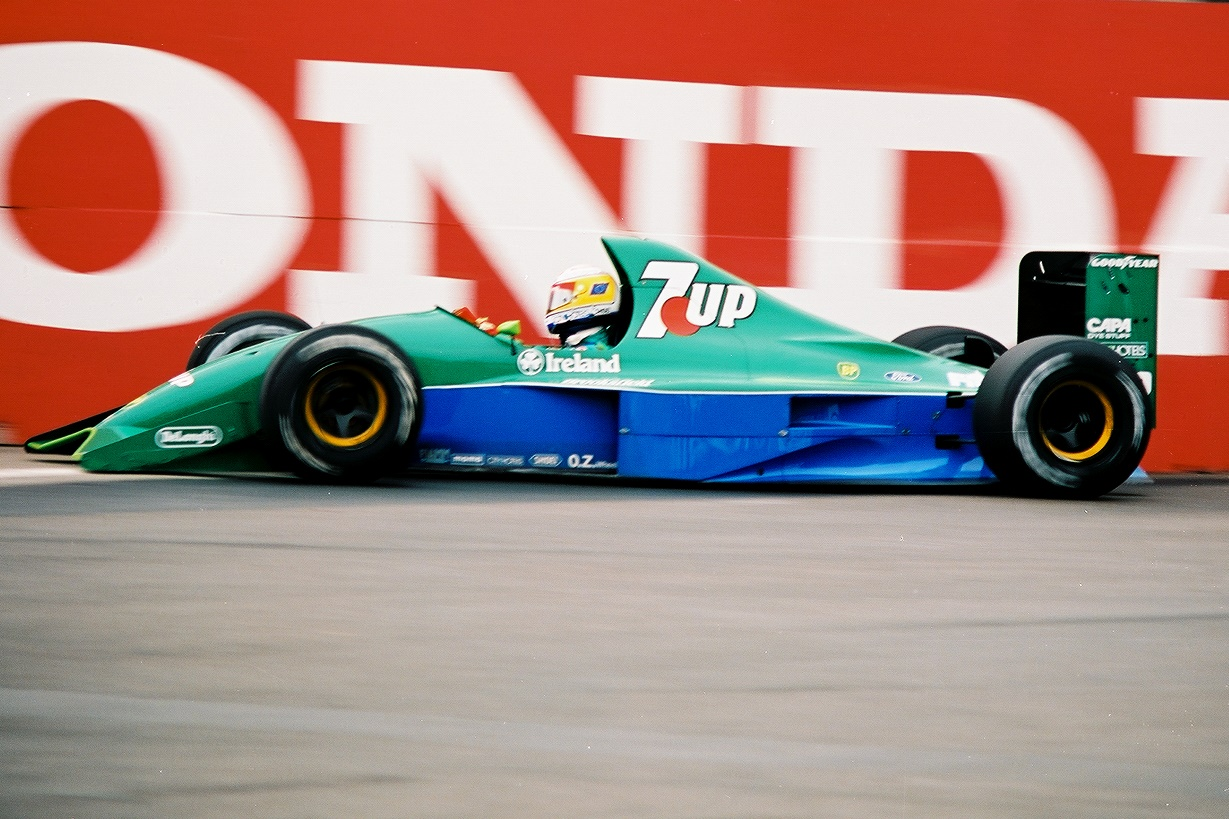
La gara è stata la prima della Jordan. Bertrand Gachot fu classificato decimo dopo che la rottura del motore nelle fasi finali di gara gli aveva impedito di vedere la bandiera a scacchi.

| Pos                     | No | Pilota            | Costruttore               | Tempo    | Distacco |
| ----------------------- | -- | ----------------- | ------------------------- | -------- | -------- |
| 1                       | 1  | Ayrton Senna      | McLaren - Honda           | 1:21.434 |          |
| 2                       | 27 | Alain Prost       | Ferrari                   | 1:22.555 | +1.121   |
| 3                       | 6  | Riccardo Patrese  | Williams - Renault        | 1:22.833 | +1.399   |
| 4                       | 5  | Nigel Mansell     | Williams - Renault        | 1:23.218 | +1.784   |
| 5                       | 20 | Nelson Piquet     | Benetton - Ford           | 1:23.384 | +1.950   |
| 6                       | 28 | Jean Alesi        | Ferrari                   | 1:23.519 | +2.085   |
| 7                       | 2  | Gerhard Berger    | McLaren - Honda           | 1:23.742 | +2.308   |
| 8                       | 19 | Roberto Moreno    | Benetton - Ford           | 1:23.881 | +2.447   |
| 9                       | 21 | Emanuele Pirro    | Scuderia Italia - Judd    | 1:24.792 | +3.358   |
| 10                      | 22 | Jyrki Järvilehto  | Scuderia Italia - Judd    | 1:24.891 | +3.457   |
| 11                      | 4  | Stefano Modena    | Tyrrell - Honda           | 1:25.065 | +3.631   |
| 12                      | 8  | Martin Brundle    | Brabham - Yamaha          | 1:25.385 | +3.951   |
| 13                      | 11 | Mika Häkkinen     | Lotus - Judd              | 1:25.448 | +4.014   |
| 14                      | 32 | Bertrand Gachot   | Jordan - Ford             | 1:25.701 | +4.267   |
| 15                      | 23 | Pierluigi Martini | Minardi - Ferrari         | 1:25.715 | +4.281   |
| 16                      | 3  | Satoru Nakajima   | Tyrrell - Honda           | 1:25.752 | +4.318   |
| 17                      | 34 | Nicola Larini     | Modena Team - Lamborghini | 1:25.791 | +4.357   |
| 18                      | 15 | Ivan Capelli      | Leyton House - Ilmor      | 1:26.121 | +4.687   |
| 19                      | 29 | Éric Bernard      | Larrousse - Ford          | 1:26.425 | +4.991   |
| 20                      | 25 | Thierry Boutsen   | Ligier - Lamborghini      | 1:26.500 | +5.066   |
| 21                      | 30 | Aguri Suzuki      | Larrousse - Ford          | 1:26.548 | +5.114   |
| 22                      | 17 | Gabriele Tarquini | AGS - Ford                | 1:26.851 | +5.417   |
| 23                      | 16 | Maurício Gugelmin | Leyton House - Ilmor      | 1:26.865 | +5.431   |
| 24                      | 7  | Mark Blundell     | Brabham - Yamaha          | 1:26.915 | +5.481   |
| 25                      | 9  | Michele Alboreto  | Footwork - Porsche        | 1:27.015 | +5.581   |
| 26                      | 24 | Gianni Morbidelli | Minardi - Ferrari         | 1:27.042 | +5.608   |
| Vetture non qualificate |    |                   |                           |          |          |
| NQ                      | 26 | Érik Comas        | Ligier - Lamborghini      | 1:27.519 | +6.085   |
| NQ                      | 10 | Alex Caffi        | Footwork - Porsche        | 1:27.159 | +5.725   |
| NQ                      | 18 | Stefan Johansson  | AGS - Ford                | 1:27.753 | +6.319   |
| NQ                      | 12 | Julian Bailey     | Lotus - Judd              | 1:28.570 | +7.136   |

## Gara

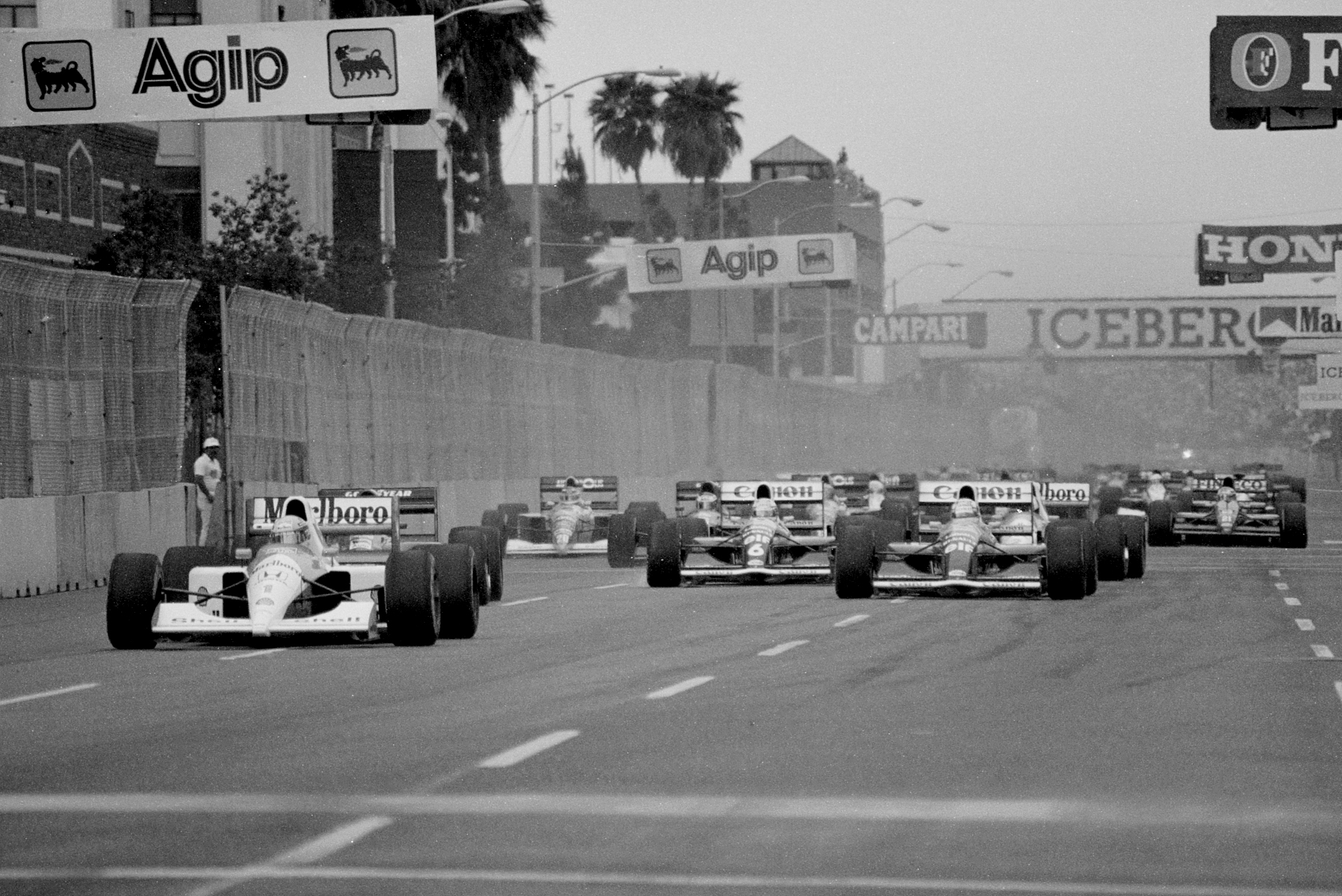
La partenza della gara, con Ayrton Senna che guida il gruppo.

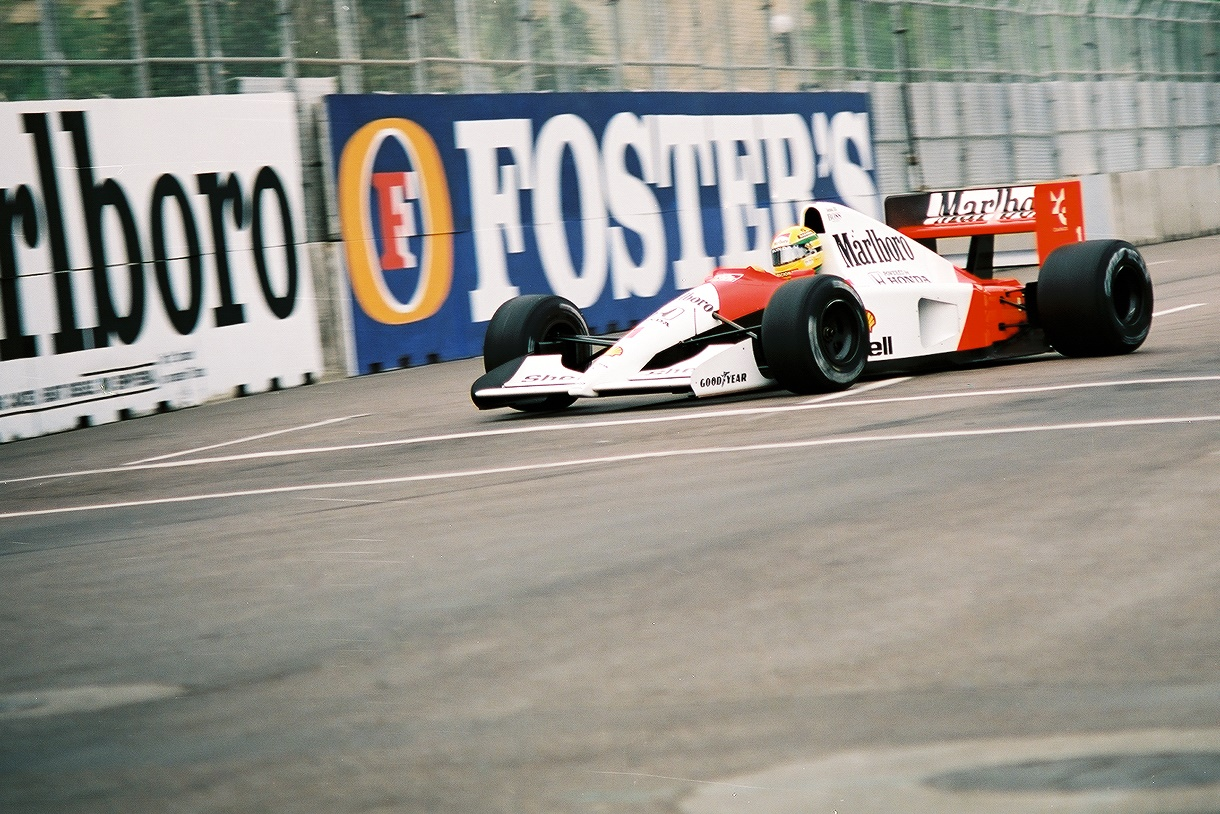
Ayrton Senna conquistò una facile vittoria alla guida della sua nuova McLaren MP4/6.

Al via Senna mantiene la testa della corsa davanti a Prost, Mansell, Patrese, Alesi, Berger, Piquet, Moreno, Modena e Pirro. Già nel corso del primo passaggio Alesi, al debutto con la Ferrari, sopravanza Patrese, ma nel frattempo Senna costruisce un vantaggio importante sugli inseguitori; dopo dieci giri il brasiliano conduce con dieci secondi di margine su Prost.

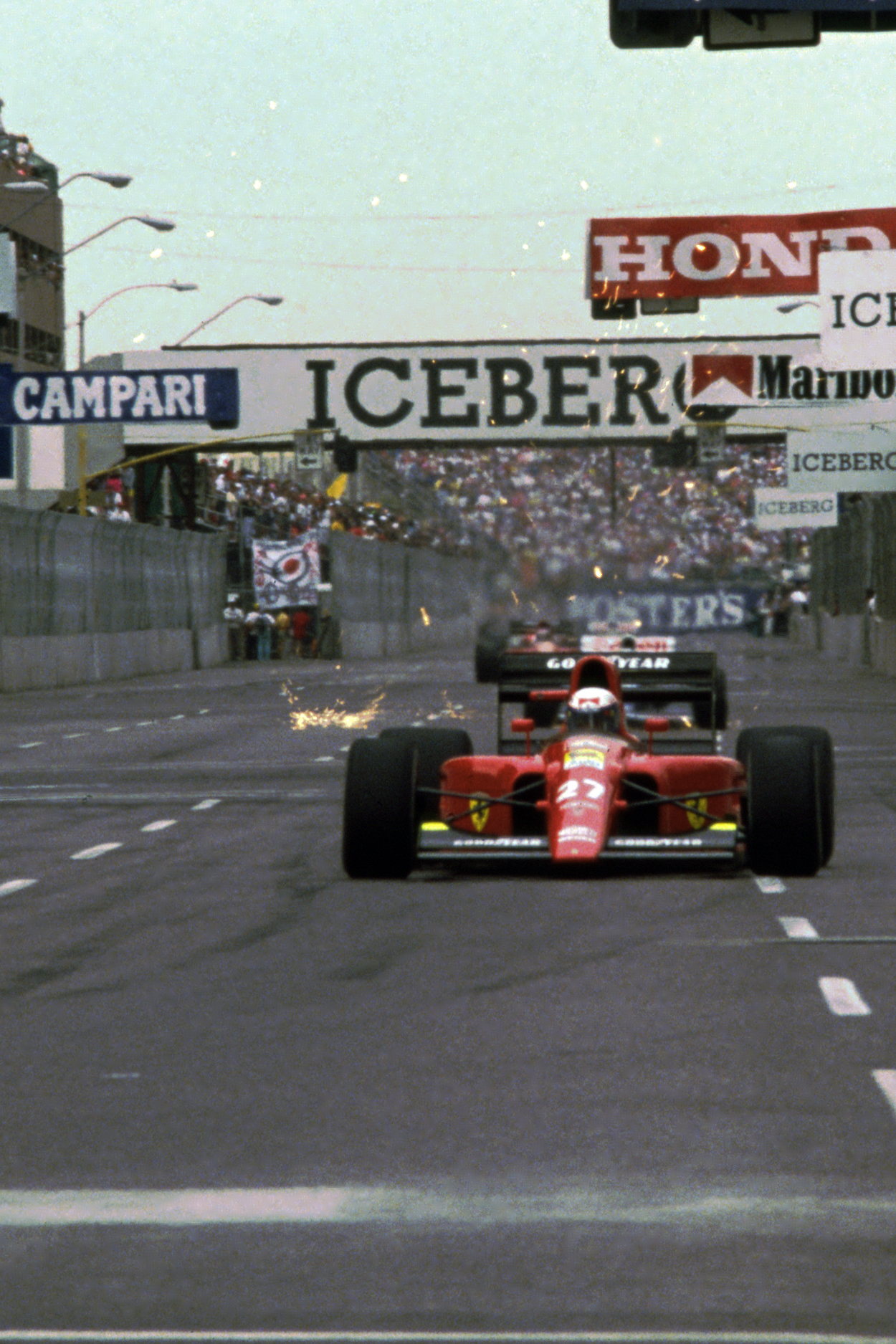
Alain Prost nel corso del primo giro alla guida della sua Ferrari.

Alle spalle di Senna, il pilota che da più battaglia è Patrese che, dopo aver passato Alesi per la quarta posizione nel corso della 16ª tornata, si avvicina a Mansell, a sua volta minaccioso alle spalle di Prost. Al 22º passaggio, Patrese tenta un attacco al compagno di squadra, ma va lungo e finisce nella via di fuga, ritrovandosi al sesto posto alle spalle di Berger. Si forma così un altro terzetto che comprende Alesi, Berger e Patrese; quest'ultimo ha già sopravanzato il pilota austriaco della McLaren quando improvvisamente due piloti del gruppo di testa si ritirano in due tornate consecutive. Al 35º passaggio, infatti, Mansell è costretto all'abbandono, tradito dal nuovo cambio semi-automatico della sua Williams, mentre Berger si ritira un giro più tardi.
Quando Patrese supera Alesi per la seconda volta, il francese si rende conto di aver consumato eccessivamente le gomme della sua vettura, effettuando quindi un pit stop al 43º passaggio e tornando in pista settimo. Tre tornate più tardi anche Prost, incalzato da Patrese, rientra ai box per cambiare le gomme, cedendo la seconda posizione al pilota della Williams; la sosta del ferrarista è però rallentata da un problema nel sostituire la gomma posteriore destra e il francese torna in corsa in settima posizione, alle spalle di Modena.
Al 48º passaggio anche Senna effettua il suo pit stop, mantenendo il comando della corsa; nel frattempo Patrese comincia ad avere problemi al cambio, che al 50º giro va in folle in mezzo alla curva sette. La Williams dell'italiano esce di pista, fermandosi perpendicolarmente rispetto alla pista; Piquet e Häkkinen (al suo debutto in Formula 1) la evitano per un soffio, ma prima che Patrese sia uscito dall'abitacolo la sua vettura viene centrata da Moreno; la Benetton del brasiliano distrugge il musetto della Williams, perdendo la ruota anteriore destra. Nessuno dei due piloti è ferito nell'incidente, ma inspiegabilmente le due vetture saranno lasciate dove si trovano per tutta la gara, tanto che in seguito il sorprendente Gachot, in lotta con Nakajima, uscirà di pista per evitarle
Con Patrese ritirato, Senna conduce con un vantaggio di oltre un minuto su Piquet, che fatica a tenersi dietro Alesi. Il francese conquista la seconda posizione al 53º passaggio, mentre quattro giri più tardi Prost si sbarazza di Modena. Nel corso della settantesima tornata Prost, Piquet ed Alesi danno vita ad un emozionante duello: il brasiliano della Benetton attacca Alesi alla curva quattro, passandolo poi sul rettilineo, mentre Prost supera il suo compagno di squadra alla staccata successiva, sopravanzando poi anche Piquet e portandosi in seconda posizione. In questo momento Senna amministra tranquillamente il suo vantaggio di circa quaranta secondi sugli inseguitori, mentre Prost si limita a consolidare il secondo posto.
Problemi al cambio arretrano Alesi in quinta posizione, prima che il francese debba ritirarsi a meno di dieci giri dal termine; questo consegna la terza posizione a Piquet che, come i due piloti della Tyrrell che lo seguono, non ha effettuato nessun cambio gomme. Al 75º giro Martini, che sta pressando Nakajima per la quinta posizione, è costretto al ritiro per problemi al motore; nella stessa tornata Gachot, ottavo, si ritira per un motivo simile. I ritiri permettono a Suzuki di risalire al sesto posto. La gara finisce con un giro di anticipo per il superamento del limite massimo di due ore e Senna vince comodamente davanti a Prost, Piquet, Modena, Nakajima e Suzuki.

### Classifica
| Pos      | No | Pilota             | Costruttore               | Giri | Tempo/Ritiro                      | Partenza | Punti |
| -------- | -- | ------------------ | ------------------------- | ---- | --------------------------------- | -------- | ----- |
| 1        | 1  | Ayrton Senna       | McLaren - Honda           | 81   | 2:00.47.828                       | 1        | 10    |
| 2        | 27 | Alain Prost        | Ferrari                   | 81   | + 16.322                          | 2        | 6     |
| 3        | 20 | Nelson Piquet      | Benetton - Ford           | 81   | + 1:17.376                        | 5        | 4     |
| 4        | 4  | Stefano Modena     | Tyrrell - Honda           | 81   | + 1:25.409                        | 11       | 3     |
| 5        | 3  | Satoru Nakajima    | Tyrrell - Honda           | 80   | + 1 giro                          | 16       | 2     |
| 6        | 30 | Aguri Suzuki       | Larrousse - Ford          | 79   | + 2 giri                          | 21       | 1     |
| 7        | 34 | Nicola Larini      | Modena Team - Lamborghini | 78   | + 3 giri                          | 17       |       |
| 8        | 17 | Gabriele Tarquini  | AGS - Ford                | 77   | + 4 giri                          | 22       |       |
| 9        | 23 | Pierluigi Martini  | Minardi - Ferrari         | 75   | Problemi al motore                | 15       |       |
| 10       | 32 | Bertrand Gachot    | Jordan - Ford             | 75   | Problemi al motore                | 14       |       |
| 11       | 7  | Martin Brundle     | Brabham - Yamaha          | 73   | + 8 giri                          | 12       |       |
| Ritirato | 28 | Jean Alesi         | Ferrari                   | 72   | Problemi al cambio                | 6        |       |
| Ritirato | 11 | Mika Häkkinen      | Lotus - Judd              | 59   | Problemi al motore                | 13       |       |
| Ritirato | 6  | Riccardo Patrese   | Williams - Renault        | 49   | Cambio e collisione con R.Moreno  | 3        |       |
| Ritirato | 19 | Roberto Moreno     | Benetton - Ford           | 49   | Collisione con R.Patrese          | 8        |       |
| Ritirato | 9  | Michele Alboreto   | Footwork - Porsche        | 41   | Problemi al motore                | 25       |       |
| Ritirato | 16 | Ivan Capelli       | Leyton House - Ilmor      | 40   | Problemi al cambio                | 18       |       |
| Ritirato | 25 | Thierry Boutsen    | Ligier - Lamborghini      | 40   | Rottura del motore                | 20       |       |
| Ritirato | 2  | Gerhard Berger     | McLaren - Honda           | 36   | Problemi alla pompa della benzina | 7        |       |
| Ritirato | 5  | Nigel Mansell      | Williams - Renault        | 35   | Problemi al cambio                | 4        |       |
| Ritirato | 15 | Maurício Gugelmin  | Leyton House - Ilmor      | 34   | Problemi al cambio                | 23       |       |
| Ritirato | 8  | Mark Blundell      | Brabham - Yamaha          | 32   | Testacoda                         | 24       |       |
| Ritirato | 21 | Emanuele Pirro     | Scuderia Italia - Judd    | 16   | Problemi al cambio                | 9        |       |
| Ritirato | 24 | Gianni Morbidelli  | Minardi - Ferrari         | 15   | Problemi al cambio                | 26       |       |
| Ritirato | 22 | Jyrki Järvilehto   | Scuderia Italia - Judd    | 12   | Problemi al cambio                | 10       |       |
| Ritirato | 29 | Éric Bernard       | Larrousse - Ford          | 4    | Problema al motore                | 19       |       |
| NQ       | 10 | Alex Caffi         | Footwork - Porsche        |      |                                   |          |       |
| NQ       | 18 | Stefan Johansson   | AGS - Ford                |      |                                   |          |       |
| NQ       | 26 | Érik Comas         | Ligier - Lamborghini      |      |                                   |          |       |
| NQ       | 12 | Julian Bailey      | Lotus - Judd              |      |                                   |          |       |
| NPQ      | 33 | Andrea De Cesaris  | Jordan - Ford             |      |                                   |          |       |
| NPQ      | 31 | Pedro Chaves       | Coloni - Ford             |      |                                   |          |       |
| NPQ      | 14 | Olivier Grouillard | Fondmetal - Ford          |      |                                   |          |       |
| NPQ      | 35 | Eric van de Poele  | Modena Team - Lamborghini |      |                                   |          |       |

## Classifiche

### Piloti
| Pos. | Pilota          | Punti |
| ---- | --------------- | ----- |
| 1    | Ayrton Senna    | 10    |
| 2    | Alain Prost     | 6     |
| 3    | Nelson Piquet   | 4     |
| 4    | Stefano Modena  | 3     |
| 5    | Satoru Nakajima | 2     |
| 6    | Aguri Suzuki    | 1     |

### Costruttori
| Pos. | Team             | Punti |
| ---- | ---------------- | ----- |
| 1    | McLaren - Honda  | 10    |
| 2    | Ferrari          | 6     |
| 3    | Tyrrell - Honda  | 5     |
| 4    | Benetton - Ford  | 4     |
| 5    | Larrousse - Ford | 1     |

## Statistiche
- Debutto in Formula 1: Mika Häkkinen, Mark Blundell, Eric van de Poele, Pedro Chaves
- Ultimi punti: Satoru Nakajima
- Prima gara per Jordan e Modena Team (conosciuto anche come "Lambo")
- Il settimo posto di Nicola Larini sarà il miglior risultato mai ottenuto dal Modena Team.
- Ayrton Senna è stato il primo pilota a ricevere dieci punti per la vittoria invece dei nove che spettavano al vincitore fino alla stagione precedente. Viene eliminata anche la regola degli scarti, che prevedeva che solo i migliori undici risultati ottenuti fossero conteggiati nella classifica finale.
- Ultimo Gran Premio degli Stati Uniti fino all'edizione 2000 sul nuovo circuito ricavato all'interno dell'ovale di Indianapolis.
- In questa gara sono andati a podio tre campioni del mondo: per assistere ad una scena analoga, bisognerà aspettare il Gran Premio del Canada del 2010.